# Puente browniano
Un puente browniano es un proceso estocástico a tiempo continuo {\displaystyle X_{t}} (en ocasiones denotado por {\displaystyle B_{t}}) construido a partir del proceso de Wiener (modelo matemático del movimiento browniano).  

## Puente Browniano Estándar

### Definición
Un puente browniano estándar es un proceso estocástico a tiempo continuo{\displaystyle \{X_{t}:t\in [0,1]\}} con espacio de estados {\displaystyle S=\mathbb {R} } que satisface
1. {\displaystyle X_{0}=X_{1}=0}.
2. {\displaystyle \{X_{t}:t\in [0,1]\}} es un proceso Gaussiano.
3. {\displaystyle \operatorname {E} [X_{t}]=0} para {\displaystyle t\in [0,1]}.
4. {\displaystyle \operatorname {Cov} (X_{t},X_{s})=\min\{s,t\}-st} para {\displaystyle s,t\in [0,1]}.

## Construcción del puente browniano estándar
El puente browniano estándar se puede construir de distintas maneras a partir del proceso de Wiener considerando los siguientes teoremas:

### Teorema
Sean {\displaystyle \{W_{t}:t\geq 0\}} un proceso de Wiener estándar y {\displaystyle X_{t}=W_{t}-tW_{1}} para {\displaystyle t\in [0,1]} entonces el proceso estocástico {\displaystyle \{X_{t}:t\in [0,1]\}} es un puente browniano.   
Sea {\displaystyle \{W_{t}:t\geq 0\}} un proceso de Wiener estándar, se definen {\displaystyle X_{1}=0} y 
{\displaystyle X_{t}=(1-t)W\left({\frac {t}{1-t}}\right)}
para {\displaystyle t\in [0,1]} entonces {\displaystyle \{X_{t}:t\in [0,1]\}} es un puente browniano.
Sea {\displaystyle \{W_{t}:t\geq 0\}} un proceso de Wiener estándar, se definen {\displaystyle X_{1}=1} y
{\displaystyle X_{t}=(1-t)\int _{0}^{t}{\frac {1}{1-s}}dX_{t}}
para {\displaystyle t\in [0,1]} entonces {\displaystyle \{X_{t}:t\in [0,1]\}} es un puente browniano, en forma diferencial, este proceso puede ser escrito como
{\displaystyle dX_{t}={\frac {X_{t}}{1-t}}dt+dX_{t}}
con {\displaystyle X_{0}=0}.